# Kazimierz Bilski
Kazimierz Bilski ps. „Rum”, „Skaza”, vel. Kubicki (ur. 10 grudnia 1913 w Kamiennej, zm. 9 stycznia 1979 w Woodmansterne, Wielka Brytania) – major Polskich Sił Zbrojnych, Armii Krajowej, uczestnik kampanii wrześniowej, Powstania warszawskiego, cichociemny, kawaler Orderu Virtuti Militari. Znajomość języków: niemiecki, angielski. Zwykły Znak Spadochronowy nr 1331, Bojowy Znak Spadochronowy nr 1553.

## Życiorys
Urodził się w Kamiennej (obecnie część miasta Skarżysko-Kamienna), jego ojciec pracował na kolei.Uczył się w szkole powszechnej, następnie w gimnazjum matematyczno-przyrodniczym w Skarżysku, po ukończenie czterech klas naukę kontynuował w Korpusie Kadetów Nr 1 we Lwowie. W 1932 zdał egzamin dojrzałości.
Od 1 października 1935 podjął naukę w Szkole Podchorążych Inżynierii w Warszawie, po jej ukończeniu awansowany na stopień podporucznika ze starszeństwem od 15 sierpnia 1934 i 4. lokatą w korpusie oficerów inżynierii i saperów. Przydzielony jako dowódca plutonu 4 Batalionu Saperów, od 1 marca 1937 instruktor kompanii szkolnej, następnie przydzielony do 4 Pułku Saperów. Awansowany na stopień porucznika 19 marca 1938 z 5. lokatą w korpusie oficerów saperów, przydzielony jako dowódca 1. kompanii saperów zmotoryzowanego batalionu saperów 10 Brygady Kawalerii Pancernej.
W kampanii wrześniowej jako dowódca 1 zmotoryzowanej kompanii zaporowej 90 batalionu saperów. Przeszedł cały szlak bojowy 10 Brygady Kawalerii i 18 września 1939 wraz z brygadą przeszedł na Węgry. Następnie przez Jugosławię i Włochy dotarł 7 października 1939 do Francji. Wstąpił do Polskich Sił Zbrojnych pod dowództwem francuskim, przydzielony jako dowódca kompanii w Ośrodku Wyszkolenia Oficerów Saperów w Thouars. 
W styczniu 1940 wraz z grupą 16 oficerów, absolwentów Wyższej Szkoły Wojennej (tzw. grupą „chomików”) wyraził gotowość wstąpienia do polskich oddziałów spadochronowych oraz skoku do Polski. Jego nazwisko widnieje na liście ochotników, dołączonej do raportu kpt. Macieja Kalenkiewicza oraz Jana Góskiego. Po upadku Francji ewakuowany,  dotarł do Wielkiej Brytanii, wstąpił do Polskich Sił Zbrojnych na Zachodzie pod dowództwem brytyjskim. Od czerwca 1940 przydzielony jako dowódca 1 Samodzielnej Kompanii Saperów 1 Brygadzie Strzelców. 
14 lutego 1940 zgłosił się do służby w Kraju. Przeszkolony ze specjalnością w dywersji na kursach specjalnych dla kandydatów na cichociemnych, m.in. dywersyjno – strzeleckim (STS 25, Inverlochy), podstaw wywiadu (STS 21, Bealieu),  spadochronowym, odprawowym (STS 43, Audley End),  i in. Od września 1942 uczestnik II Kursu Wojennego (rozkaz L.dz. 1340/Pers.43 SNW) Wyższej Szkoły Wojennej, po ukończeniu zaprzysiężony na rotę ZWZ/AK 8 marca 1943 w Londynie. Przydzielony do Oddziału VI (Specjalnego) Sztabu Naczelnego Wodza, awansowany na stopień kapitana 10 października 1943. 
Przerzucony do okupowanej Polski, jako oficer Oddziału VI SNW ds. łączności z Krajem, w nocy 25/26 lipca 1944 w sezonie operacyjnym „Riposta”, w operacji lotniczej „Wildhorn III” („Most 3”). Samolot Dakota KG-477 „V” (267 Dywizjon RAF) wystartował z lotniska Campo Casale nieopodal Brindisi, lądował o godz. 00.23 na lądowisku „Motyl” w okolicach miejscowości Wał Ruda (pow. brzeski) oraz Jadowniki Mokre, 18 km od Tarnowa. Razem z nim wylądowali: por. Zdzisław Jeziorański ps. Zych, ppor. Leszek Starzyński ps. Malewa, mjr Bogusław Wolniak ps. Mięta. Po pięciu minutach samolot był rozładowany i załadowany. Jednak przy starcie w drogę powrotną, koła samolotu ugrzęzły w podmokłej ziemi, dopiero przy czwartej próbie, po ok. 65 min. pilot poderwał „Dakotę” do lotu. Głównym celem operacji było przerzucenie na Zachód z okupowanej Polski zdobytych przez wywiad AK informacji oraz części rakiety V2 (A-4). Oficer wywiadu AK por. Jerzy Chmielewski, ps. Rafał zabrał ze sobą do Londynu siedem najważniejszych części rakiety oraz 30 stron Meldunku specjalnego 1/R nr 242. Pociski rakietowe. Meldunek zawierał: 18 stron maszynopisu tekstu podstawowego, 12 stron załączników, 65 fotografii z opisem, 12 rysunków – schematów urządzeń radiowych, sterowniczych, pompy, silnika itp., opis konstrukcji i działania rakiet, opis i mapy poligonu Blizna, opis wyposażenia wyrzutni, rejestr (wraz z datami i godzinami) 118 startów i upadków rakiet, listę fabryk produkujących części rakiety V-2, specyfikację techniczną, w tym lotów i skutków wybuchu, wykaz oznaczeń i napisów na elementach rakiet V-1 i V-2. Z Polski samolotem odlecieli: Tomasz Arciszewski ps. Stanisław, Józef Retinger ps. Salamander, por. Jerzy Chmielewski ps. Rafał, por. Tadeusz Chciuk ps. Celt, ppor. Czesław Miciński.
W Powstaniu Warszawskim w dyspozycji Komendy Obwodu Śródmieście AK, potem jako oficer do zadań specjalnych mjr Stanisława Steczkowskiego ps. Zagończyk, komendanta 4 Rejonu. Od 12 sierpnia 1944 dowódca zorganizowanego przez siebie batalionu „Rum”, na pododcinku północno – zachodnim: ul. Królewska – Zielna. W nocy 30/31 sierpnia dowódca lewego skrzydła natarcia podczas próby przebicia do Śródmieścia, w kierunku na Stare Miasto.  Zdobył wówczas m.in. szkołę policji przy ul. Ciepłej, dotarł do Hal Mirowskich. Od 20 września wraz z batalionem w składzie 15 Pułku Piechoty „Wilków” AK. Tego dnia odznaczony Krzyżem Walecznych po raz trzeci. Po kapitulacji powstania w niewoli niemieckiej, osadzony w Stalagu VIIIB Lamsdorf, następnie w Oflagu VIIA Murnau.
6 czerwca 1945, po uwolnieniu z niewoli, powrócił do Wielkiej Brytanii,  zameldował się w Oddziale VI (Specjalnym) Sztabu Naczelnego Wodza. Ponownie wstąpił do Polskich Sił Zbrojnych na Zachodzie pod dowództwem brytyjskim. Awansowany na stopień majora ze starszeństwem od 1 stycznia 1945. Przydzielony do Szefostwa Saperów Sztabu Głównego PSZ.
Od połowy 1945, nieświadomy rzeczywistych celów gen. Stanisława Tatara, pracował jako referent ds. łączności kurierskiej w utworzonej na początku 1945  centrali konspiracyjnej „Hel”, mającej wspierać środowisko mikołajczykowskie (część PSL), PSL w kraju oraz łączność radiową i kurierską z Delegaturą Sił Zbrojnych na Kraj, kierowaną przez płk. dypl. Jana Rzepeckiego. W 1947 zdemobilizowany.
Pozostał na emigracji, członek Royal Society of Engineers, pracował jako inżynier w Emiratach Arabskich, następnie w Londynie. Zmarł 9 stycznia 1979 w  Woodmansterne pod Londynem (Wielka Brytania), pochowany na miejscowym cmentarzu.

## Ordery i odznaczenia
- Krzyż Kawalerski Orderu Virtuti Militari
- Krzyż Walecznych (trzykrotnie)